# Квадрат
Квадра́т (от лат. quadratus, четырёхугольный) — правильный четырёхугольник, то есть плоский четырёхугольник, у которого все углы и все стороны равны. Каждый угол квадрата — прямой {\displaystyle (90^{\circ })}.

## Варианты определения
Квадрат может быть однозначно охарактеризован разными способами.
- Четырёхугольник, диагонали которого равны и взаимно перпендикулярны, причём точка пересечения делит их пополам.
- Четырёхугольник, являющийся одновременно прямоугольником и ромбом.
- Прямоугольник, у которого длины двух смежных сторон равны.
- Прямоугольник, у которого диагонали пересекаются под прямым углом.
- Ромб, у которого диагонали равны.
- Ромб, у которого два соседних угла равны.
- Ромб, один из углов которого — прямой (прочие углы, как легко доказать, тогда также прямые).
- Параллелограмм, у которого длины двух смежных сторон равны, а угол между ними — прямой.
- Параллелограмм, у которого диагонали равны, а угол между ними — прямой.
- Дельтоид, все углы которого прямые.

## Свойства
Далее в этом разделе {\displaystyle a} обозначает длину стороны квадрата, {\displaystyle d} — длину диагонали, {\displaystyle R} — радиус описанной окружности, {\displaystyle r} — радиус вписанной окружности.

### Стороны и диагонали
Диагонали квадрата равны, взаимно перпендикулярны, делятся точкой пересечения пополам и сами делят углы квадрата пополам (другими словами, являются биссектрисами внутренних углов квадрата). Длина каждой диагонали {\displaystyle d=a{\sqrt {2}}.}
Периметр квадрата {\displaystyle P} равен:
{\displaystyle P=4a=4{\sqrt {2}}R=8r}.

### Вписанная и описанная окружности

Вписанная и описанная окружности для квадрата

Центр описанной и вписанной окружностей квадрата совпадает с точкой пересечения его диагоналей.
Радиус вписанной окружности квадрата равен половине стороны квадрата:
{\displaystyle r={\frac {a}{2}}.}
Радиус описанной окружности квадрата равен половине диагонали квадрата:
{\displaystyle R={\frac {\sqrt {2}}{2}}a.}
Из этих формул следует, что площадь описанной окружности вдвое больше площади вписанной.

### Площадь

Площадь квадрата
Соединив середины сторон квадрата, получаем квадрат вдвое меньшей площади

Площадь {\displaystyle S} квадрата равна
{\displaystyle S=a^{2}=2R^{2}=4r^{2}={1 \over 2}d^{2}}.
Из формулы {\displaystyle S=a^{2},} связывающей сторону квадрата с его площадью, видно, почему возведение числа во вторую степень традиционно называется «возведением в квадрат», а результаты такого возведения называются «квадратными числами» или просто квадратами. Аналогично корень 2-й степени называется квадратным корнем.
Квадрат имеет два замечательных свойства.
1. Из всех четырёхугольников с заданным периметром квадрат имеет наибольшую площадь.

К уравнению квадрата; здесь

2. Из всех четырёхугольников с заданной площадью квадрат имеет наименьший периметр.

### Уравнение квадрата
В прямоугольной системе координат уравнение квадрата с центром в точке {\displaystyle \{x_{0},y_{0}\}} и диагоналями, параллельными осям координат (см. рисунок), может быть записано в виде:
{\displaystyle |x-x_{0}|+|y-y_{0}|=R,}
где {\displaystyle R} — радиус описанной окружности, равный половине длины диагонали квадрата. Сторона квадрата тогда равна {\displaystyle R{\sqrt {2}},} его диагональ равна {\displaystyle 2R,} а площадь квадрата равна {\displaystyle 2R^{2}.}

К уравнению квадрата

Уравнение квадрата с центром в начале координат и сторонами, параллельными осям координат (см. рисунок), может быть представлено в одной из следующих форм:
1. {\displaystyle |x-y|+|x+y|=a} (легко получается применением поворота на 45° к предыдущему уравнению)
2. {\displaystyle \max(x^{2},y^{2})=r^{2}}
3. (в полярных координатах[7]) {\displaystyle \quad r(\varphi )=\min \left({\frac {r}{|\cos \varphi |}},{\frac {r}{|\sin \varphi |}}\right)}

### Математические проблемы
С квадратами связаны ряд проблем, часть из которых до сих пор не имеет решения.
- Квадратура круга — древняя проблема построения циркулем и линейкой квадрата, равновеликого по площади заданному кругу. В 1882 году Фердинанд Линдеман доказал, что это невозможно.

Пример квадрирования квадрата

- Квадрирование квадрата — задача о разбиении квадрата на конечное число меньших квадратов, без «дырок», причём длины сторон квадратов должны отличаться друг от друга (в идеале должны быть все различны). Найден ряд решений этой задачи.
- Долгое время математики пытались доказать, что непрерывное отображение отрезка прямой в квадрат невозможно, пока Джузеппе Пеано не построил свой контрпример.
- Гипотеза Тёплица: на всякой замкнутой плоской жордановой кривой можно отыскать четыре точки, образующие вершины квадрата. Не доказана и не опровергнута.
- Разбиение квадрата сеткой одинаковых более мелких квадратов также приводит к множеству проблем, используемых, в частности, в теории латинских и греко-латинских квадратов, магических квадратов, в игре судоку.

### Симметрия

Линии симметрии

Квадрат обладает наибольшей осевой симметрией среди всех четырёхугольников. Он имеет:
- одну ось симметрии четвёртого порядка — ось, перпендикулярную плоскости квадрата и проходящую через его центр;
- четыре оси симметрии второго порядка (то есть относительно них квадрат отражается сам в себя), из которых две проходят вдоль диагоналей квадрата, а другие две — параллельно сторонам.

## Применение

### В математике
Единичный квадрат используется как эталон единицы измерения площади, а также в определении площади произвольных плоских фигур. Фигуры, у которых можно определить площадь, называются квадрируемыми.
Теорема Пифагора первоначально формулировалась геометрически: площадь квадрата, построенного на гипотенузе, равна сумме площадей квадратов, построенных на катетах.
Квадратами являются грани куба — одного из пяти правильных многогранников.
В математической физике символ квадрата может означать «оператор Д’Аламбера» (даламбериан) — дифференциальный оператор второго порядка:
{\displaystyle \square u:={\frac {\partial ^{2}u}{\partial x^{2}}}+{\frac {\partial ^{2}u}{\partial y^{2}}}+{\frac {\partial ^{2}u}{\partial z^{2}}}-{\frac {1}{c^{2}}}{\frac {\partial ^{2}u}{\partial t^{2}}}}
Из теоремы Бойяи — Гервина следует, что любой многоугольник равносоставлен квадрату, то есть его можно разрезать на конечное число частей, из которых составляется квадрат (и обратно).
Графы:
K4 полный граф часто изображается как квадрат с шестью рёбрами.
| 3-симплекс (3D) |

### Орнаменты и паркеты

Некоторые мозаики, включающие квадраты
«Пифагорова мозаика»

Мозаики, орнаменты и паркеты, содержащие квадраты, широко распространены.

### Графика
Ряд символов имеют форму квадрата.
- Символы Юникода U+25A0 — U+25CF
- U+20DE ◌⃞ COMBINING ENCLOSING SQUARE
- ロ (Японский иероглиф «Ро» (катакана))
- 口 (Китайский иероглиф «рот»)
- 囗 (Китайский иероглиф «ограда»)

В Latex для вставки символа квадрата служат конструкции \Box или \square.
В HTML, чтобы заключить произвольный текст в квадрат или прямоугольник, можно использовать конструкцию:
- <span style="border-style: solid; border-width: 1.5px 1.5px 1.5px 1.5px; padding-left: 4px; padding-right: 4px;">text</span>; результат: text.

## Вариации и обобщения

### Многомерное пространство
Квадрат можно рассматривать как двумерный гиперкуб.

### Неевклидова геометрия
В неевклидовой геометрии квадрат (в более широком смысле) — многоугольник с четырьмя равными сторонами и равными углами. По величине этих углов можно судить о кривизне плоскости — в евклидовой геометрии и только в ней углы прямые, в сферической геометрии углы сферического квадрата больше прямого, в геометрии Лобачевского — меньше.

Построение квадрата с использованием циркуля и линейки

Складывание квадрата из произвольного куска бумаги

|  |  |  |